# Nad Kršlí
Nad Kršlí (1002 m n.p.m.) – szczyt w Beskidzie Morawsko-Śląskim, na Śląsku Cieszyńskim, w Czechach, w paśmie Połomów, ok. 4 km na południowy zachód od Łomnej Górnej i 1 km na północny zachód od Małego Połomu. Szczyt zalesiony jest głównie przez świerk, z domieszką buku i jarzębiny, miejscami jodły. Na wierzchołku znajdują się wychodnie skalne.
Góra bywa rzadko zaznaczana na mapach turystycznych. Nazwę wybrali autorzy projektu Tisícovky Čech, Moravy a Slezska (Tysięczniki Czech, Moraw i Śląska) według najbliższego nazwanego miejsca - osady Kršle, leżących niecałe 700 m na północny zachód od szczytu.